# Bill Buchanan
Bill Buchanan is een personage uit de televisieserie 24, gespeeld door James Morrison. Hij is het hoofd van de Los Angeles Counter terrorist Unit (CTU) in de seizoenen 4, 5 en 6. Tussen het 5e en 6e seizoen is hij getrouwd met Karen Hayes.

## Seizoen 4
Bill Buchanan is naar de CTU gestuurd om mee te helpen met de operatie om Marwan te vinden. Op het moment dat Bill arriveert is de CTU bezig met de operatie om Behrooz Araz voor Jack Bauer te ruilen, een operatie waar Buchanan het eerst niet mee eens is. Wanneer hij zich realiseert dat er geen andere opties zijn, besluit hij in te stemmen met de ruil.
Als Jack Joe Prado binnenbrengt in de CTU, vraagt Buchanan aan justitie of hij toestemming heeft voor het martelen van Prado. Omdat hij de toestemming niet krijgt probeert hij het bij president Charles Logan, maar ook hij weigert. Omdat Jack er zeker van is dat Prado informatie heeft, laten ze hem vrij en ondervraagt Jack hem op zijn eigen manier buiten de CTU. Jack heeft gelijk, Prado wist meer en hij vertelt hem de informatie die ze nodig hadden. Mike Novick en Audrey Raines zijn laaiend op Buchanan voor het goedkeuren van de marteling buiten de regels om, maar Buchanan legt uit dat ze geen andere optie hadden.
Als Bill Buchanan hoort dat een team zonder zijn weten het Chinese Consulaat heeft bestormd en daarbij de consul is omgekomen, wordt hij ziedend. Alle sporen moeten worden gewist, CTU moest nooit op die plek geweest zijn. Als Chenz Chi (lid van het Chinese Consulaat) naar CTU komt voor antwoorden, laat hij een foto van camerabeelden zien waarop het gezicht van CTU-agent Howard Bern te zien is. Als Jack ziet dat Bern gewoon nog in de CTU rondloopt, houdt Buchanan Chi net zo lang aan de praat totdat Bern met een helikopter wordt weggevlogen.
Als Michelle Dessler Buchanan informeert over het feit dat ze gebeld is door een vrouw genaamd Mandy, die haar man Tony Almeida gegijzeld heeft, adviseert Buchanan haar om te doen alsof ze niemand heeft geïnformeerd over haar belletje, zodat de CTU Mandy op kan pakken. Mandy zet haar dood, en die van Tony in scène, wat bij Michelle aankomt als een baksteen. Buchanan adviseert haar om naar huis te gaan, later krijgt Michelle het nieuws van Jack dat Tony nog in leven is.
Aan het einde van het seizoen stoppen Michelle en Tony bij de CTU, en wordt Bill Buchanan de nieuwe directeur.

## Seizoen 7
In seizoen 7 is er een apparaat gemaakt door terroristen waarmee ze de firewall van de VS kunnen omzeilen. Als blijkt dat Tony Almeida achter de aanslagen zit pakt Jack hem op. Tony beledigt Jack tijdens het verhoor waardoor Jack hem beetpakt en tegen de muur aandrukt. Dit was precies de bedoeling van Tony omdat hij Jack een codewoord moest doorgeven, een oud nummer van CTU voor noodgevallen. Als Jack dit nummer belt krijgt hij Bill aan de lijn. Jack moet Tony van Bill uitbreken. Dan legt Bill uit dat de regering corrupt is en dat Tony undercover werkt.
In het Witte Huis dringen terroristen binnen, ze zijn gekomen om de president te gijzelen. De president kan nog net samen met Jack in de bunker komen. De terroristen vinden de dochter van de president, Olivia. Ze zeggen haar te vermoorden als de president de deur niet open doet. Eerst weigert Jack de deur te openen maar later komen ze toch naar buiten. Als ze zitten vertelt Jack aan Bill dat hij een paar potten methaan heeft opengezet waardoor de ruimte zich vult met een explosief gas. Het enige wat nog nodig is is een vonk. Jack wil zich daarom opofferen door weg te rennen zodat er wordt geschoten om de president te redden. Bill vertelt hem dat het daarna nog niet voorbij is omdat Juma contact had via een satelliettelefoon, hij zegt dat Jack moet uitzoeken wie, pakt het pistool van een terrorist af en schiet zodat er een explosie volgt. De terroristen worden overmeesterd. Bill is omgekomen bij de explosie.